# Byte
Un byte u octeto (B) es la unidad de información de base utilizada en computación y en telecomunicaciones, y está compuesta por un conjunto ordenado de ocho bits.

La unidad byte no tiene símbolo establecido internacionalmente, aunque en países anglosajones es frecuente representarlo como B, mientras que en los países francófonos con frecuencia se utiliza o (de octet).

## Visión general
Un byte es una unidad de información formada por una secuencia de bits adyacentes. El diccionario de la Real Academia Española señala que byte es sinónimo de octeto (una unidad de información de ocho bits); sin embargo, el tamaño del byte depende del código de caracteres en el que ha sido definido.
Byte proviene de bite (en inglés: ‘mordisco’), como la cantidad más pequeña de datos que una computadora u ordenador podía «morder» a la vez. El cambio de letra no solo redujo la posibilidad de confundirlo con bit, sino que también era consistente con la afición de los primeros científicos informáticos en crear palabras y cambiar letras. Sin embargo, en los años 1960, en el Departamento de Educación de IBM del Reino Unido se enseñaba que un bit era un Binary digIT y un byte era un BinarY TuplE. Un byte también se conocía como «un byte de 8 bits», reforzando la noción de que era una tupla de n bits y que se permitían otros tamaños.
1. Es una secuencia contigua de bits en un flujo de datos serie, como en comunicaciones por módem o satélite, o desde un cabezal de disco duro, y es la unidad de datos más pequeña con significado. Estos bytes pueden incluir bits de inicio, parada o paridad, y según los casos, podrían contener de 7 a 12 bits, para así contemplar todas las posibilidades del código ASCII de 7 bits, o de extensiones de dicho código.
2. Es un tipo de datos o un sinónimo en ciertos lenguajes de programación. En el lenguaje C por ejemplo, se define byte como la "unidad de datos de almacenamiento direccionable lo suficientemente grande como para albergar cualquier miembro del juego de caracteres básico del entorno de ejecución" (cláusula 3.6 del estándar C). En C, el tipo de datos unsigned char es tal que al menos debe ser capaz de representar 256 valores distintos (cláusula 5.2.4.2.1). La primitiva de Java byte está siempre definida con 8 bits siendo un tipo de datos con signo, tomando valores entre –128 y 127.

### Comparativa
De una forma aproximada, las equivalencias entre bytes y objetos reales son:
| Unidad    | Equivalente aproximado                                                           |
| --------- | -------------------------------------------------------------------------------- |
| bit       | una variable booleana que indica verdadero (1) o falso (0).                      |
| byte      | un carácter del alfabeto latino básico.                                          |
| kilobyte  | el texto de "Jabberwocky"                                                        |
| kilobyte  | un favicon típico                                                                |
| megabyte  | el texto de Harry Potter y el Cáliz de Fuego                                     |
| gigabyte  | alrededor de media hora de vídeo en formato DVD                                  |
| gigabyte  | audio sin comprimir de calidad CD del álbum The Lamb Lies Down on Broadway       |
| terabyte  | el disco duro de consumo más grande en 2007                                      |
| terabyte  | 75 horas de vídeo codificado a 30 Mbit/segundo                                   |
| petabyte  | 2000 años de música codificada en MP3                                            |
| exabyte   | el tráfico mensual global de Internet en 2004                                    |
| zettabyte | el tráfico global anual de Internet en 2016 (conocido como la Era del Zettabyte) |

## Historia

### Werner Buchholz
El vocablo byte fue acuñado por Werner Buchholz en 1957 durante las primeras fases de diseño del IBM 7030 Stretch. Originalmente fue definido en instrucciones de 4 bits, permitiendo desde uno hasta dieciséis bits en un byte (el diseño de producción redujo este hasta campos de 3 bits, permitiendo desde uno a ocho bits en un byte). Los equipos típicos de entrada y salida de este período utilizaban unidades de seis bits, pero tras la necesidad de agregar letras minúsculas, así como una mayor cantidad de símbolos y signos de puntuación, se debieron idear otros modelos con mayor cantidad de bits. Un tamaño fijo de byte de 8 bits se adoptó posteriormente y se promulgó como un estándar por el IBM S/360.

## Visión detallada

### Controversias
Originalmente el byte fue elegido para ser un submúltiplo del tamaño de palabra de un ordenador, desde cinco a doce bits. La popularidad de la arquitectura IBM S/360 que empezó en los años 1960 y la explosión de las microcomputadoras basadas en microprocesadores de 8 bits en los años 1980 ha hecho obsoleta la utilización de otra cantidad que no sean 8 bits.
Los bytes de 8 bits se integran firmemente en estándares comunes como Ethernet y HTML.
Sin embargo, en la historia otras computadoras han tenido bytes cuyo valor no era de 8 bits, por ejemplo:
- La serie CDC 6000 de mainframes científicas dividió sus palabras de 60 bits de punto flotante en 10 bytes de seis bits, estos bytes convenientemente colocados forman los datos Hollerith de las tarjetas perforadas, típicamente el alfabeto de mayúsculas y los dígitos decimales, el CDC también se refería a cantidades de 12 bits como bytes, cada una albergando dos caracteres de 6 bits, debido a la arquitectura de E/S de 12 bits de la máquina.
- El PDP-10 utilizaba instrucciones de ensamblado LDB y DPB para extraer o componer bytes del tamaño arbitrario (entre 1 bit y 36 bits) de sus palabras de 36 bits, estas operaciones sobreviven hoy en el Common Lisp.[20]
- Los ordenadores del UNIVAC 1100/2200 series (ahora Unisys) direccionaban los campos de datos de 6 bits y en modo ASCII de 9 bits modes con su palabra de 36 bits.

#### Bit
El IEEE 1541 especifica «b» (minúscula) como el símbolo para bit. Sin embargo, la IEC 60027 y el MIXF especifican «bit» (por ejemplo Mbit para megabit), teniendo la máxima desambiguación posible de byte.

#### Octeto
El vocablo octeto (octet en francés, derivado del latín octo y del griego ὀκτω oktō, que significa 'ocho') se utiliza ampliamente como un sinónimo preciso donde la ambigüedad es indeseable (por ejemplo, en definiciones de protocolos). Los bytes de 8 bits a menudo se llaman octetos en contextos formales como los estándares industriales, así como en redes informáticas y telecomunicaciones para evitar confusiones sobre el número de bits implicados.
Octeto es también la palabra utilizada para la cantidad de ocho bits en muchas lenguas diferentes del inglés. Los países francófonos utilizan una o minúscula para octeto: es posible referirse a estas unidades indiferentemente como ko, Mo, o kB, MB. Esto no se permite en el SI por el riesgo de confusión con el cero, aunque esa es la forma empleada en la versión francesa del estándar ISO/IEC 80000-13:2008.

### Múltiplos delbyte
Los prefijos empleados para los múltiplos del byte normalmente son los mismos del SI, también se utilizan los prefijos binarios, pero existen diferencias entre ellos, ya que según el tipo de prefijo utilizado los bytes resultantes tienen valores diferentes.
Esto se debe a que los prefijos del SI se basan en base 10 (sistema decimal), y los prefijos binarios se basan en base 2 (sistema binario), por ejemplo:
- kibibyte = 1024 B = 210 bytes.
- kilobyte = 1000 B = 103 bytes.

#### Múltiplos utilizando los prefijos del Sistema Internacional
| Prefijo             | Símbolo del prefijo | Prefijo métrico | Símbolo | Factor y valor en el SI |
| ------------------- | ------------------- | --------------- | ------- | ----------------------- |
| Valor de referencia |                     | byte            | B       | 100 = 1                 |
| kilo-               | k                   | kilobyte        | kB      | 103 = 1 000             |
| mega-               | M                   | megabyte        | MB      | 106 = 1 000             |
| giga-               | G                   | gigabyte        | GB      | 109 = 1 000             |
| tera-               | T                   | terabyte        | TB      | 1012 = 1 000            |
| peta-               | P                   | petabyte        | PB      | 1015 = 1 000            |
| Exa-                | E                   | exabyte         | EB      | 1018 = 1 000            |
| zetta-              | Z                   | zettabyte       | ZB      | 1021 = 1 000            |
| yotta-              | Y                   | yottabyte       | YB      | 1024 = 1 000            |
| ronna-              | R                   | ronnabyte       | RB      | 1027 = 1 000            |
| quetta-             | Q                   | quettabyte      | QB      | 1030 = 1 000            |

#### Múltiplos utilizando los prefijos ISO/IEC 80000-13
Actualmente los prefijos binarios al igual que el byte forman parte de la norma ISO/IEC 80000-13.
Los primeros prefijos desde kibi a exbi fueron definidos por la Comisión Electrotécnica Internacional (IEC) en diciembre de 1998, e incluidos en el IEC 60027-2 (Desde febrero del año 1999), posteriormente en el año 2005 se incluyeron zebi y yobi.

| Prefijo             | Símbolo del prefijo | Nombre resultante del prefijo + byte | Símbolo del múltiplo del byte | Factor y valor en el ISO/IEC 80000-13   |
| ------------------- | ------------------- | ------------------------------------ | ----------------------------- | --------------------------------------- |
| Valor de referencia |                     | byte                                 | B                             | 20 = 1                                  |
| kibi-               | Ki                  | kibibyte                             | KiB                           | 210 = 1024                              |
| mebi-               | Mi                  | mebibyte                             | MiB                           | 220 = 1 048 576                         |
| gibi-               | Gi                  | gibibyte                             | GiB                           | 230 = 1 073 741 824                     |
| tebi-               | Ti                  | tebibyte                             | TiB                           | 240 = 1 099 511 627 776                 |
| pebi-               | Pi                  | pebibyte                             | PiB                           | 250 = 1 125 899 906 842 624             |
| exbi-               | Ei                  | exbibyte                             | EiB                           | 260 = 1 152 921 504 606 846 976         |
| zebi-               | Zi                  | zebibyte                             | ZiB                           | 270 = 1 180 591 620 717 411 303 424     |
| yobi-               | Yi                  | yobibyte                             | YiB                           | 280 = 1 208 925 819 614 629 174 706 176 |

Oficialmente, el padrón IEC especificaba que los prefijos del SI fueran usados solamente para múltiplos en base 10 (Sistema decimal) y nunca base 2 (Sistema binario).

### Otras definiciones
La palabra byte también tiene otras definiciones:
- Una secuencia contigua de bits en una computadora binaria que comprende el subcampo direccionable más pequeño del tamaño de palabra natural del ordenador (esto es, la unidad de datos binarios más pequeña en que la computación es significativa, o se pueden aplicar las cotas de datos naturales).[cita requerida]

## Unidades relacionadas

### Información fraccional ynibbles
Los primeros microprocesadores, como el Intel 8008 (el predecesor directo del 8080 y el Intel 8086) podían realizar un número pequeño de operaciones en 4 bits, como la instrucción DAA (ajuste decimal) y el flag "half carry" que eran utilizados para implementar rutinas de aritmética decimal. Estas cantidades de cuatro bits se llamaron nibbles en honor al equivalente de 8 bits bytes.
A la mitad de un byte de ocho bits se llama nibble o un dígito hexadecimal. El nibble a menudo se llama semiocteto en redes o telecomunicaciones y también por algunas organizaciones de estandarización. Además, una cantidad de 2 bits se llama crumb, aunque raramente se utiliza.
La información fraccional normalmente se mide en bits, nibbles, nats o bans, donde las últimas dos se utilizan especialmente en el contexto de la teoría de la información y no se utilizan en otros campos de la computación e investigación.